# Microplitis albotibialis
Microplitis albotibialis är en stekelart som beskrevs av Telenga 1955. Microplitis albotibialis ingår i släktet Microplitis och familjen bracksteklar. Inga underarter finns listade i Catalogue of Life.